# Championnats du monde d'aquathlon 2019
Navigation
Édition précédente Édition suivante
Les championnats du monde d'aquathlon 2019, vingt-deuxième édition des championnats du monde d'aquathlon, ont lieu le 2 mai 2019 à Pontevedra en Espagne. Ils sont organisés  dans le cadre du Multisport World Championship Festival qui réunit plusieurs championnats mondiaux de sports gérés par la Fédération internationale de triathlon (ITU).

## Organisation
L'épreuve d'aquathlon se déroule dans le cadre du festival de triathlon organisé par la Fédération internationale de triathlon en collaboration avec la Fédération espagnole de triathlon du 28 au 5 mai. Le championnat du monde d'aquathlon, se déroule le 2 mai 2019.

## Résultats[1]
| Distances course (kilomètres) | Distances course (kilomètres) |
| Natation                      | Course à pied                 |
| ----------------------------- | ----------------------------- |
| 1                             | 5                             |

| Rang               | Athlète                      | Pays | Temps       |
| ------------------ | ---------------------------- | ---- | ----------- |
| Médaille d'or      | Rostislav Pevtsov            |      | 28 min 52 s |
| Médaille d'argent  | Kevin Tarek Viñuela Gonzalez |      | 29 min 15 s |
| Médaille de bronze | Dmitri Polianski             |      | 29 min 22 s |

| Rang               | Athlète             | Pays | Temps       |
| ------------------ | ------------------- | ---- | ----------- |
| Médaille d'or      | Alicja Ulatowska    |      | 33 min 10 s |
| Médaille d'argent  | Zsanett Bragmayer   |      | 33 min 15 s |
| Médaille de bronze | Itzel Arroyo Aquino |      | 33 min 28 s |